# Tyora congrua
Tyora congrua är en insektsart som beskrevs av Walker 1869. Tyora congrua ingår i släktet Tyora och familjen Carsidaridae. Inga underarter finns listade i Catalogue of Life.